# Théorème de van der Waerden
Le théorème de van der Waerden (d'après Bartel Leendert van der Waerden) est un théorème de combinatoire, plus précisément de la théorie de Ramsey. Le théorème est le suivant
Théorème de van der Waerden — Pour tous les entiers naturels {\displaystyle r} et {\displaystyle k}, il existe un entier naturel {\displaystyle N(r,k)} tel que si l'on colorie les entiers  {\displaystyle 1,2,\ldots ,N(r,k)} en  {\displaystyle r} couleurs, il existe une progression arithmétique de longueur {\displaystyle k} dans {\displaystyle 1,2,\ldots ,N(r,k)} dont les éléments ont tous la même couleur.
De manière plus formelle, l'énoncé dit que si on partitionne l'ensemble {\displaystyle \{1,2,\ldots ,N\}} en {\displaystyle r} parties, au moins une des parties contient une progression arithmétique de longueur {\displaystyle k}. Le théorème affirme seulement l'existence de l'entier {\displaystyle N(r,k)} mais ne dit rien sur sa valeur ;  une formule générale en fonction de {\displaystyle r,k} n'est pas connue.

## Exemples
1.— Pour {\displaystyle k=2} le théorème dit simplement que si {\displaystyle N} est assez grand, il existe deux éléments de même couleur parmi {\displaystyle 1,2,\ldots ,N} ; il suffit d'appliquer le principe des tiroirs et de choisir {\displaystyle N>r}.
2.— Pour {\displaystyle k=3} et pour trois couleurs {\displaystyle r=3} voici un exemple :
| 1 | 2 | 3 | 4 | 5 | 6 | 7 | 8 | 9 | 10 | 11 | 12 | 13 | 14 | 15 | 16 | 17 |
| - | - | - | - | - | - | - | - | - | -- | -- | -- | -- | -- | -- | -- | -- |
| B | R | V | R | R | B | V | V | B | V  | R  | R  | B  | R  | R  | B  | ?  |
Quel que soit le choix de la couleur pour {\displaystyle 17}, on obtient une progression arithmétique de longueur 3 : pour R, c'est  {\displaystyle 11,14,17}, pour  B c'est {\displaystyle 9,13,17} et pour V, c'est {\displaystyle 3,10,17}. Cet exemple ne dit rien sur la valeur de {\displaystyle N(3,3)}. On peut montrer que {\displaystyle 27} est un nombre qui convient pour {\displaystyle N(3,3)}, et il existe une séquence de longueur 26 sans progression de longueur 3, par exemple : RRVVRRVBVBBRBRRVRVVBRBBVBV.

## Nombres de van der Waerden
Les nombres de van der Waerden sont les plus petits des nombres {\displaystyle N(r,k)}. On les note {\displaystyle W(r,k)}. Seules quelques valeurs sont connues. Les nombres {\displaystyle W(2,k)} sont la suite A005346 de l'OEIS. Voici une table plus complète de valeurs exactes,.
| r \ k      | 3     | 4      | 5       | 6        | 7        |
| ---------- | ----- | ------ | ------- | -------- | -------- |
| 2 couleurs | 9     | 35     | 178     | 1132     | > 3703   |
| 3 couleurs | 27    | 293    | > 2173  | > 11191  | > 43855  |
| 4 couleurs | 76    | > 1048 | > 17705 | > 91331  | > 393469 |
| 5 couleurs | > 170 | > 2254 | > 98740 | > 540025 |          |

## Historique
En 1926, van der Waerden, avec Emil Artin et Otto Schreier, ont commencé à travailler sur une conjecture du mathématicien néerlandais Baudet qui formule la conjecture suivante.
Conjecture — Si l'on partitionne l'ensemble {\displaystyle \mathbb {N} } en deux classes, l’une au moins de ces classes contient des progressions arithmétiques arbitrairement longues.
Cette conjecture est étendue par Artin au cas d'une partition en {\displaystyle k} classes ; cette conjecture est affinée par O. Schreier en l’énoncé démontré par van der Waerden. Van der Waerden revient sur la genèse du théorème et de sa démonstration dans un article en 1965 republié en 1971.

## Démonstrations
Plusieurs démonstrations directes existent, purement combinatoires ou topologiques. Deux de ces démonstrations sont reproduites dans le livre Combinatorics on Words de M. Lothaire. La première est combinatoire, la deuxième topologique. Une preuve courte est de Graham et Rothschild. Une preuve combinatoire détaillée est dans le livre de Khintchin.
Une démonstration indirecte consiste à constater que le théorème est une conséquence assez facile du théorème de Szemerédi que voici : 
Soient {\displaystyle k} un entier positif et {\displaystyle 0<\delta \leq 1/2}. Alors il existe un entier {\displaystyle N=N(k,\delta )} tel que tout sous-ensemble de {\displaystyle \{1,\ldots ,N\}} d'au moins {\displaystyle \delta N} éléments contienne une progression arithmétique de longueur {\displaystyle k}.
Pour démontrer le théorème de van der Waerden pour deux entiers {\displaystyle k,r}, on choisit {\displaystyle \delta =1/r}. Il existe alors, parmi les r parties monochromes de {\displaystyle \{1,\ldots ,N\}}, l'une au moins qui a plus de {\displaystyle N/r} éléments. Comme {\displaystyle N/r=\delta N}, cette partie contient une progression arithmétique de longueur {\displaystyle k}.

## Articles liés
- Théorie de Ramsey